# Жаль! Бідний Йорик!
«Жаль! Бідний Йорик!» (англ. Alas! Poor Yorick!) — американська короткометражна кінокомедія Коліна Кемпбелла 1913 року.

## Сюжет
Психічно нездоровий пацієнт, який уявляє себе дивовижним актором, виходить з психіатричної лікарні. Кожен менеджер театру в місті був повідомлений і перша людина, яка викликає підозру, є Монтгомері Ірвінг, бідний актор.

## У ролях
- Вілер Окман — Монтгомері Ірвінг, актор
- Том Санчі — ненормальний Актор
- Ліллієн Гейворд
- Гобарт Босворт
- Джон Ланкастер
- Френк Кларк
- Роско «Товстун» Арбакл